# George P. Codd

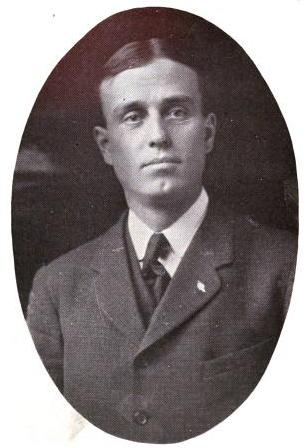
George P. Codd

George Pierre Codd (* 7. Dezember 1869 in Detroit, Michigan; † 16. Februar 1927 ebenda) war ein US-amerikanischer Politiker. Zwischen 1921 und 1923 vertrat er den Bundesstaat Michigan im US-Repräsentantenhaus.

## Werdegang
George Codd besuchte die öffentlichen Schulen seiner Heimat und studierte danach an der University of Michigan in Ann Arbor. Nach einem anschließenden Jurastudium und seiner im Jahr 1892 erfolgten Zulassung als Rechtsanwalt begann er in Detroit in seinem neuen Beruf zu arbeiten. Von 1894 bis 1897 war er stellvertretender städtischer Anwalt seiner Heimatstadt.
Politisch war Codd Mitglied der Republikanischen Partei. Von 1902 bis 1904 saß er im Stadtrat von Detroit; zwischen 1905 und 1906 war er als Nachfolger von William C. Maybury Bürgermeister dieser Stadt. Im Jahr 1908 war Codd Delegierter zur Republican National Convention in Chicago, auf der William Howard Taft als Präsidentschaftskandidat der Partei nominiert wurde. In den Jahren 1911 bis 1921 fungierte Codd als Bezirksrichter im Wayne County. Außerdem gehörte er von 1910 bis 1911 als Regent dem Leitungsgremium der University of Michigan an.
Bei den Kongresswahlen des Jahres 1920 wurde Codd im ersten Wahlbezirk von Michigan in das US-Repräsentantenhaus in Washington, D.C. gewählt, wo er am 4. März 1921 die Nachfolge von Frank Ellsworth Doremus antrat. Da er im Jahr 1922 auf eine erneute Kandidatur verzichtete, konnte er bis zum 3. März 1923 nur eine Legislaturperiode im Kongress absolvieren. Nach seinem Ausscheiden aus dem US-Repräsentantenhaus arbeitete Codd zunächst wieder als Anwalt. Seit 1924 war er wieder Bezirksrichter im Wayne County. Dieses Amt bekleidete er bis zu seinem Tod am 16. Februar 1927. Er war seit 1894 mit Kathleen Warner verheiratet, mit der er drei Kinder hatte. Seine Frau war die Tochter eines seiner Partner in der Kanzlei, in der er damals arbeitete.